# Russische Poolbillard-Meisterschaft 2020
Die russische Poolbillard-Meisterschaft 2020 war ein Poolbillardturnier, das vom 9. bis 13. November 2020 im SBS Moskwitsch in der russischen Hauptstadt Moskau ausgetragen wurde. Ermittelt wurden die nationalen Meister in den Disziplinen 8-Ball, 9-Ball, 10-Ball und 14/1 endlos.
Der damalige Weltmeister Fjodor Gorst gelangte in allen vier Disziplinen ins Endspiel. Nachdem er sich im 14/1 endlos als Titelverteidiger dem Rekordsieger Konstantin Stepanow mit 3:100 geschlagen geben musste, gewann er die drei folgenden Wettbewerbe. Er setzte sich im 10-Ball gegen Sergei Luzker mit 8:6 durch und gewann im 8-Ball gegen Ilja Neklejenow (8:4), bevor er im 9-Ball Iljas Chairullin mit 9:6 besiegte.
Bei den Damen sicherte sich Walerija Truschewskaja drei Titel. Sie setzte sich im 14/1 endlos im Endspiel gegen die Titelverteidigerin Kristina Tkatsch mit 75:32 durch und wurde im 8-Ball und 9-Ball durch Finalsiege gegen Dina Fatychowa (6:5 beziehungsweise 7:6) russische Meisterin. Im 10-Ball-Wettbewerb, den Kristina Tkatsch im Endspiel gegen Anastassija Netschajewa mit 6:1 gewann, scheiterte Truschewskaja als Vorjahressiegerin bereits in der Vorrunde.

## Medaillengewinner
| Wettbewerb           | Gold                   | Silber                  | Bronze                  |
| -------------------- | ---------------------- | ----------------------- | ----------------------- |
| Herren – 14/1 endlos | Konstantin Stepanow    | Fjodor Gorst            | Wladimir Matwijenko     |
| Herren – 14/1 endlos | Konstantin Stepanow    | Fjodor Gorst            | Sergei Luzker           |
| Herren – 10-Ball     | Fjodor Gorst           | Sergei Luzker           | Wadim Schtscherbakow    |
| Herren – 10-Ball     | Fjodor Gorst           | Sergei Luzker           | Iljas Chairullin        |
| Herren – 8-Ball      | Fjodor Gorst           | Ilja Neklejenow         | Andrei Seroschtan       |
| Herren – 8-Ball      | Fjodor Gorst           | Ilja Neklejenow         | Ruslan Tschinachow      |
| Herren – 9-Ball      | Fjodor Gorst           | Iljas Chairullin        | Artjom Lukin            |
| Herren – 9-Ball      | Fjodor Gorst           | Iljas Chairullin        | Sergei Luzker           |
| Damen – 14/1 endlos  | Walerija Truschewskaja | Kristina Tkatsch        | Anastassija Netschajewa |
| Damen – 14/1 endlos  | Walerija Truschewskaja | Kristina Tkatsch        | Dina Fatychowa          |
| Damen – 10-Ball      | Kristina Tkatsch       | Anastassija Netschajewa | Natalja Subzowa         |
| Damen – 10-Ball      | Kristina Tkatsch       | Anastassija Netschajewa | Dina Fatychowa          |
| Damen – 8-Ball       | Walerija Truschewskaja | Dina Fatychowa          | Julija Posdejewa        |
| Damen – 8-Ball       | Walerija Truschewskaja | Dina Fatychowa          | Natalja Subzowa         |
| Damen – 9-Ball       | Walerija Truschewskaja | Dina Fatychowa          | Walerija Popowa         |
| Damen – 9-Ball       | Walerija Truschewskaja | Dina Fatychowa          | Wiktorija Gurowa        |